# 前体
前體（英文：precursor）又稱前驱体、前驅物、先質，在化学领域，前体是一种可以参与化学反应的化学物质，其反应结果是生成另一种化学物质。一个简单的例子是，甲烷可称作一氯甲烷的前体。
在生物化学领域，“前体”这一名词，更为特别的应用于描述代谢途径的物质转化。例如，在糖酵解过程中，葡萄糖可称作葡萄糖-6-磷酸的前体。